# Балнеариу-Гайвота

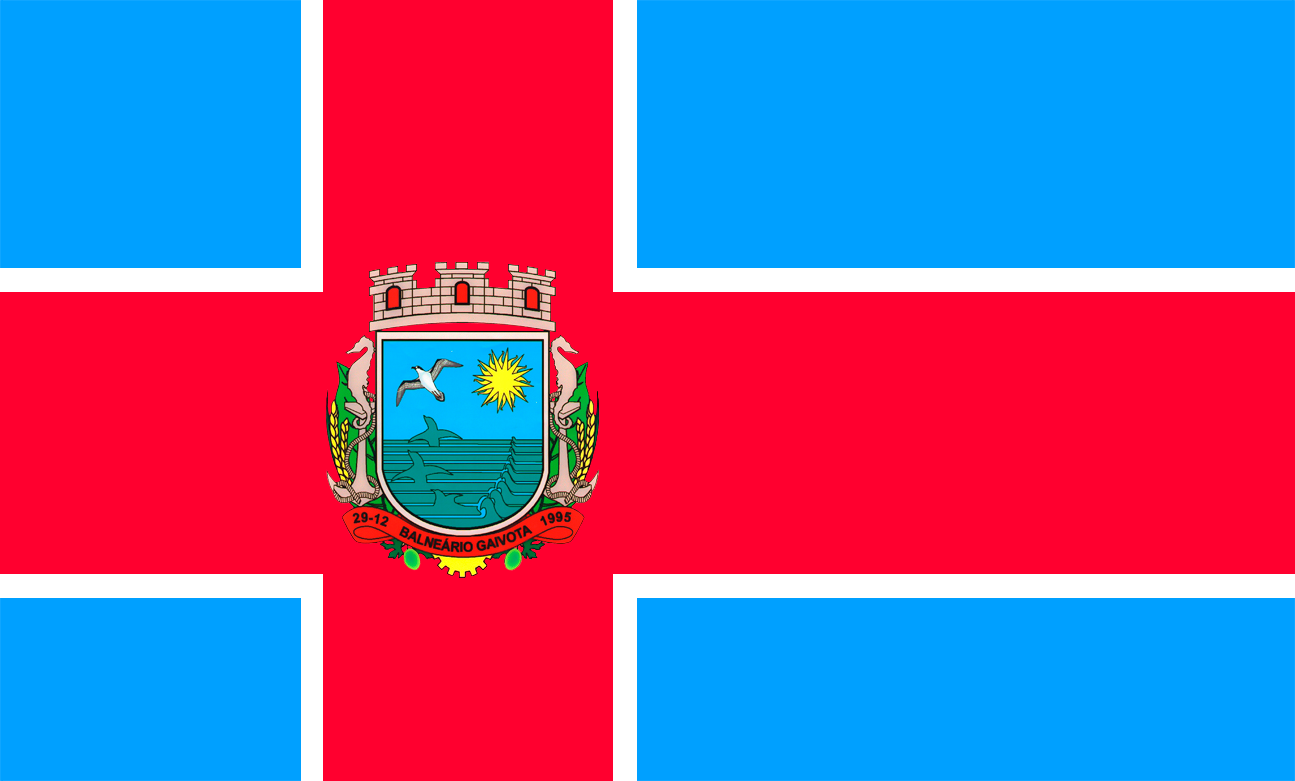
Флаг муниципалитета Балнеариу-Гайвота

Балнеариу-Гайвота (порт. Balneário Gaivota) — муниципалитет в Бразилии, входит в штат Санта-Катарина. Составная часть мезорегиона Юг штата Санта-Катарина. Входит в экономико-статистический микрорегион Арарангуа. Население составляет 6671 человек на 2006 год. Занимает площадь 147,710 км². Плотность населения — 45,2 чел./км².

## История
Город основан 29 декабря 1995 года.

## Статистика
- Валовой внутренний продукт на 2003 составляет 40 109 450,00 реалов (данные: Бразильский институт географии и статистики).
- Валовой внутренний продукт на душу населения на 2003 составляет 6563,48 реала (данные: Бразильский институт географии и статистики).
- Индекс развития человеческого потенциала на 2000 составляет 0,786 (данные: Программа развития ООН).